# Север штата Сеара (мезорегион)

Север штата Сеара на карте.

Север штата Сеара (порт. Mesorregião do Norte Cearense) — административно-статистический мезорегион в Бразилии, входит в штат Сеара. Население составляет 1 006 582 человека (на 2010 год). Площадь — 21 063,274 км². Плотность населения — 47,79 чел./км².

## Демография
Согласно сведениям, собранным в ходе переписи 2010 г. Национальным институтом географии и статистики (IBGE), население мезорегиона составляет:
| Полное население                            | Полное население                            | Полное население                            | Полное население                            | 1 006 582 |
| ------------------------------------------- | ------------------------------------------- | ------------------------------------------- | ------------------------------------------- | --------- |
| в том числе:                                | Городское население                         | 560 520                                     | Процент городского населения, %             | 55,69     |
|                                             | Сельское население                          | 446 062                                     | Процент сельского населения, %              | 44,31     |
|                                             | Мужское население                           | 507 209                                     | Процент мужского населения, %               | 50,39     |
|                                             | Женское население                           | 499 373                                     | Процент женского населения, %               | 49,61     |
| Плотность населения, чел/км²                | Плотность населения, чел/км²                | Плотность населения, чел/км²                | Плотность населения, чел/км²                | 47,79     |
| Население мезорегиона в % к населению штата | Население мезорегиона в % к населению штата | Население мезорегиона в % к населению штата | Население мезорегиона в % к населению штата | 11,91     |

## Статистика
- Валовой внутренний продукт на 2003 составляет 2 074 836 517,00 реалов (данные: Бразильский институт географии и статистики).
- Валовой внутренний продукт на душу населения на 2003 составляет 2241,61 реалов (данные: Бразильский институт географии и статистики).
- Индекс развития человеческого потенциала на 2000 составляет 0,637 (данные: Программа развития ООН).

## Состав мезорегиона
В мезорегион входят следующие микрорегионы:
1. Батурите
2. Канинде
3. Каскавел
4. Шорозинью
5. Итапипока
6. Урубуретама
7. Байшу-Куру
8. Медиу-Куру